# 中形叉蕨
中形叉蕨（学名：Tectaria media）为叉蕨科叉蕨属下的一个种。其种加词“media”意为“中间的”。